# Феньеш, Адольф
Адольф Фе́ньеш (венг. Fényes Adolf, 29 апреля 1867, Кечкемет — 15 марта 1945, Будапешт) — венгерский живописец.
После окончания Будапештской евангелистской гимназии (Budapesti Evangélikus Gimnázium), с 1886 изучал живопись в Школе декоративных искусств под руководством венгерского художника-романтика Берталана Секея и Яноша Грегусса, затем в 1887—1890 в немецком Веймаре учился у Макса Теди, после чего отправился в Париж, где окончил Академию Жюлиана. Ученик Вильяма Бугро.
Вернувшись на родину в Будапешт, в 1894—1898 прошел стажировку у Дьюлы Бенцура. В 1900-х годах осуществил поездки в Италию и Францию.
С 1894 выставлял свои картины в Будапештской галерее искусств.
Представитель венгерского критического реализма в живописи. Признанный художник-пейзажист, автор полотен изображающих красоту небольших городков и местечек Венгрии, прежде всего города Сольнока, где с 1902 ежегодно проводил лето.

## Награды и премии
Обладатель ряда престижных премий, в том числе:
- 1900 — лауреат Парижской выставки
- 1924 — Государственная золотая медаль в области живописи
- 1927 — Диплом Почетного легиона за первое место на выставке в Варшаве
- 1929 — Гран-при Всемирной выставки (Барселона)